# Илия Петров
 Тази статия е за художника.  За войводата на ВМРО вижте Илия Петров (революционер).  
Илия Николаев Петров е български художник, известен със своите портрети.

## Биография
Роден е на 6 юли 1903 г. в Разград. Учи живопис в София и в Академията за изобразителни изкуства в Мюнхен. От 1940 година преподава в Художествената академия, София. През 1971 година е избран за академик в БАН. Умира на 18 май 1975 г. в София.
Първите му произведения са типични за 1920-те години. Постепенно стилът му се усложнява и обогатява. Създава множество известни портрети на много бележити свои съвременници – Дора Габе, Николай Райнов, Людмил Стоянов.
След 9 септември 1944 г. работи по произведения с историко-революционна тематика, взема дейно участие в ръководството на СБХ и е негов главен секретар (1949 – 1951 и 1957 – 1959).
Петров е един от изключителните ни майстори в живописта, но истинската му виртуозност е най-вече в голите тела, където той остава един от най-големите ни майстори.
Личният му архив се съхранява във фонд 2027К в Централен държавен архив. Той се състои от 29 архивни единици от периода 1897 – 1966 г.

## Признание
Неговото име носят Националната художествена гимназия за изящни изкуства и улица в квартал „Изгрев“ (Карта) в София и Художествена галерия „Проф. Илия Петров“ в родния му Разград.

## Творчество
- „Портрет на Владимир Димитров – Майстора“ (1929);
- „Портрет на Никола Маринов“ (1926);
- „Портрет на руснак“ (1929);
- „Автопортрет“ (1932);
- „Портрет на Веса Тузсузова“ (1932);
- „Аспаруховата конница“ (1936);
- „Голо тяло – жена с огледало“ (1937);
- „Портрет на художника Соломон Бенун“ (1938);
- „Аспарух“ (1941);
- „Климент Охридски сред народа“ (1941);
- „Паисий Хилендарски“ (1941);
- „Дамски портрет“ (1941);
- „Голо тяло“ (1941);
- „Портрет на Светла Ракитин“ (1941);
- „Портрет на момченце“ (1942);
- „Испанка“ (1945);
- „Портрет на Кирил Петров“ (1946);
- Стенописен фриз „Девети септември 1944“ във фоайето на софийския кинотеатър „Димитър Благоев“ (1946);
- „Рибари“ (1948);
- „Рибарски жени“ (1948);
- „Дамски портрет“ (1951);
- „Пред разстрел“ (1954);
- „Партизанска песен“ (1959);
- „Вестителят“ (1963);
- Фриза „Из борбите на партията в Габровския край“ (1963);
- „Автопортрет“ (1967);
- „Портрет на Дора Габе“ (1968);
- „Портрет на Никола Мирчев“ (1972)
- „Партизани в акция“ (1974);
- Взема участие в работата по „Паметник на Съветската армия“ в София.